# Liste der Mitglieder des US-Repräsentantenhauses aus Missouri

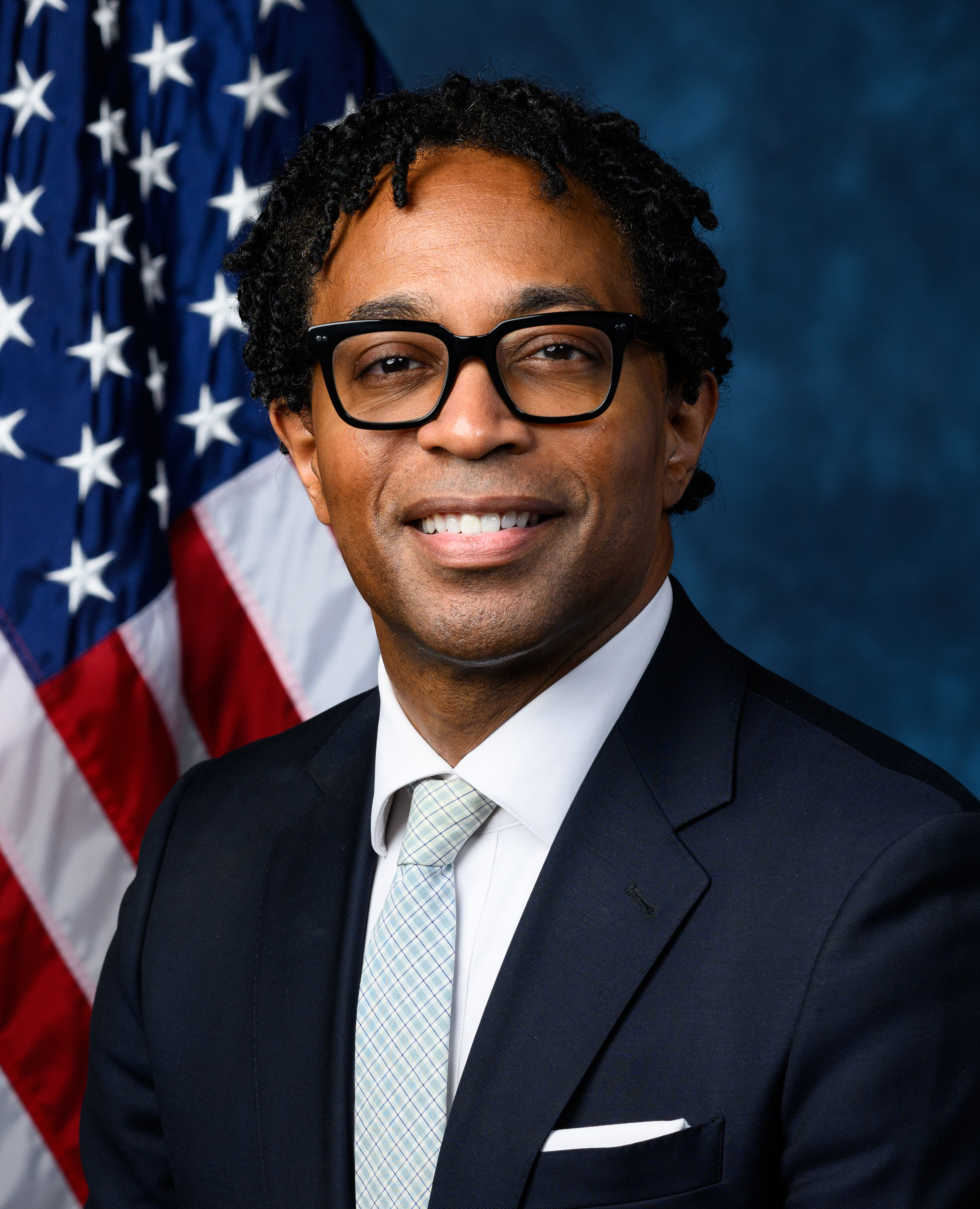
Wesley Bell, derzeitiger Vertreter des ersten Kongresswahlbezirks von Missouri

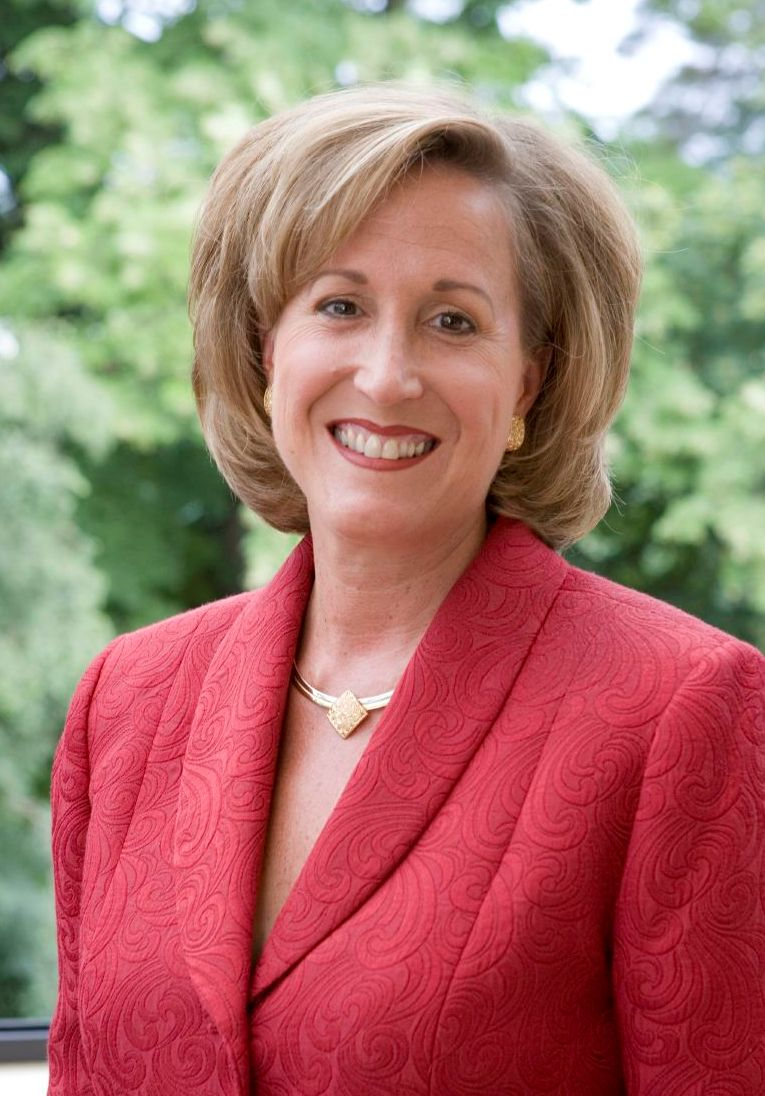
Ann Wagner, derzeitige Vertreterin des zweiten Kongresswahlbezirks von Missouri

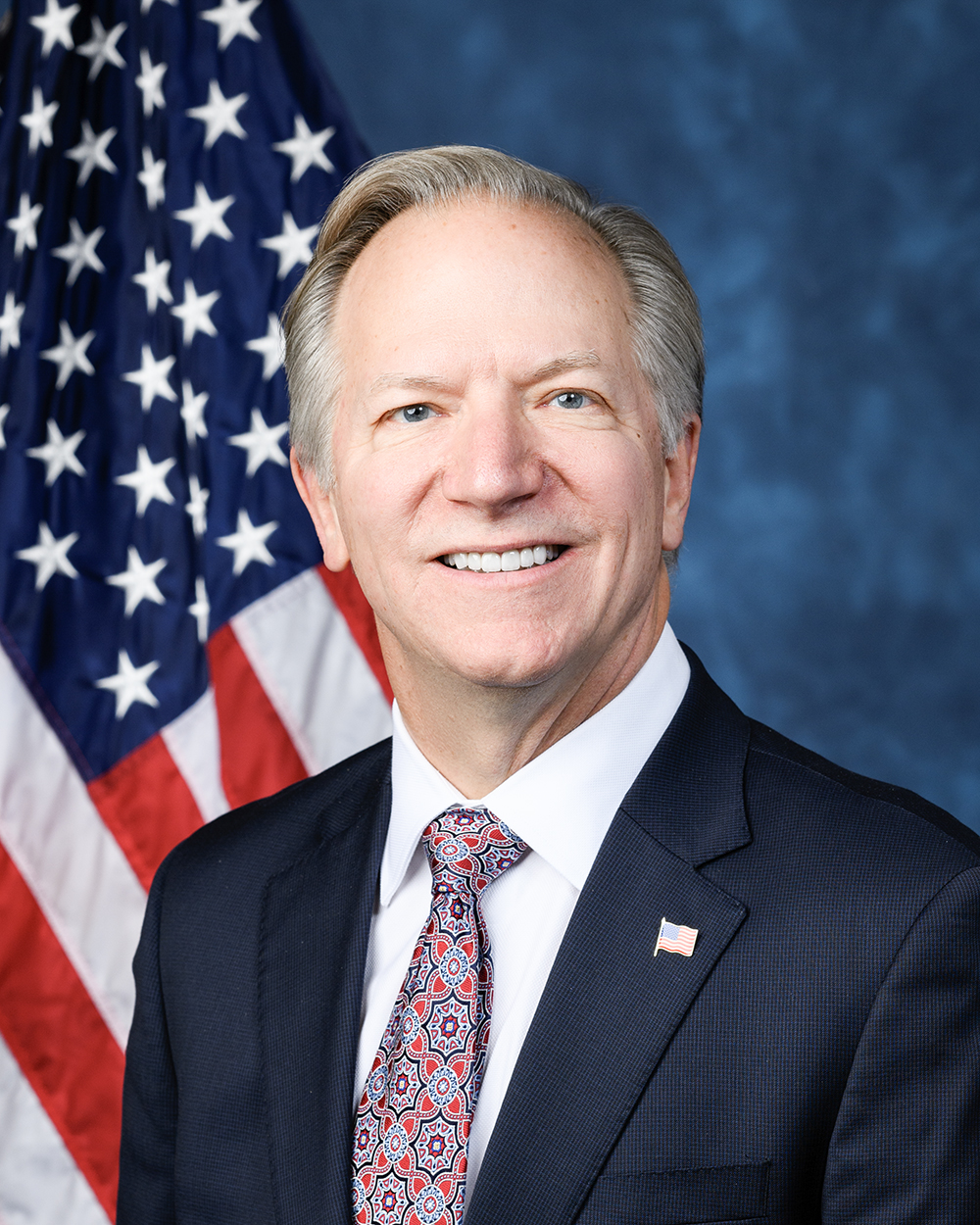
Bob Onder, derzeitiger Vertreter des dritten Kongresswahlbezirks von Missouri

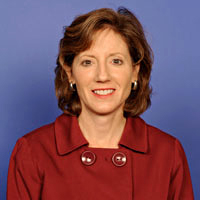
Vicky Hartzler, derzeitige Vertreterin des vierten Kongresswahlbezirks von Missouri

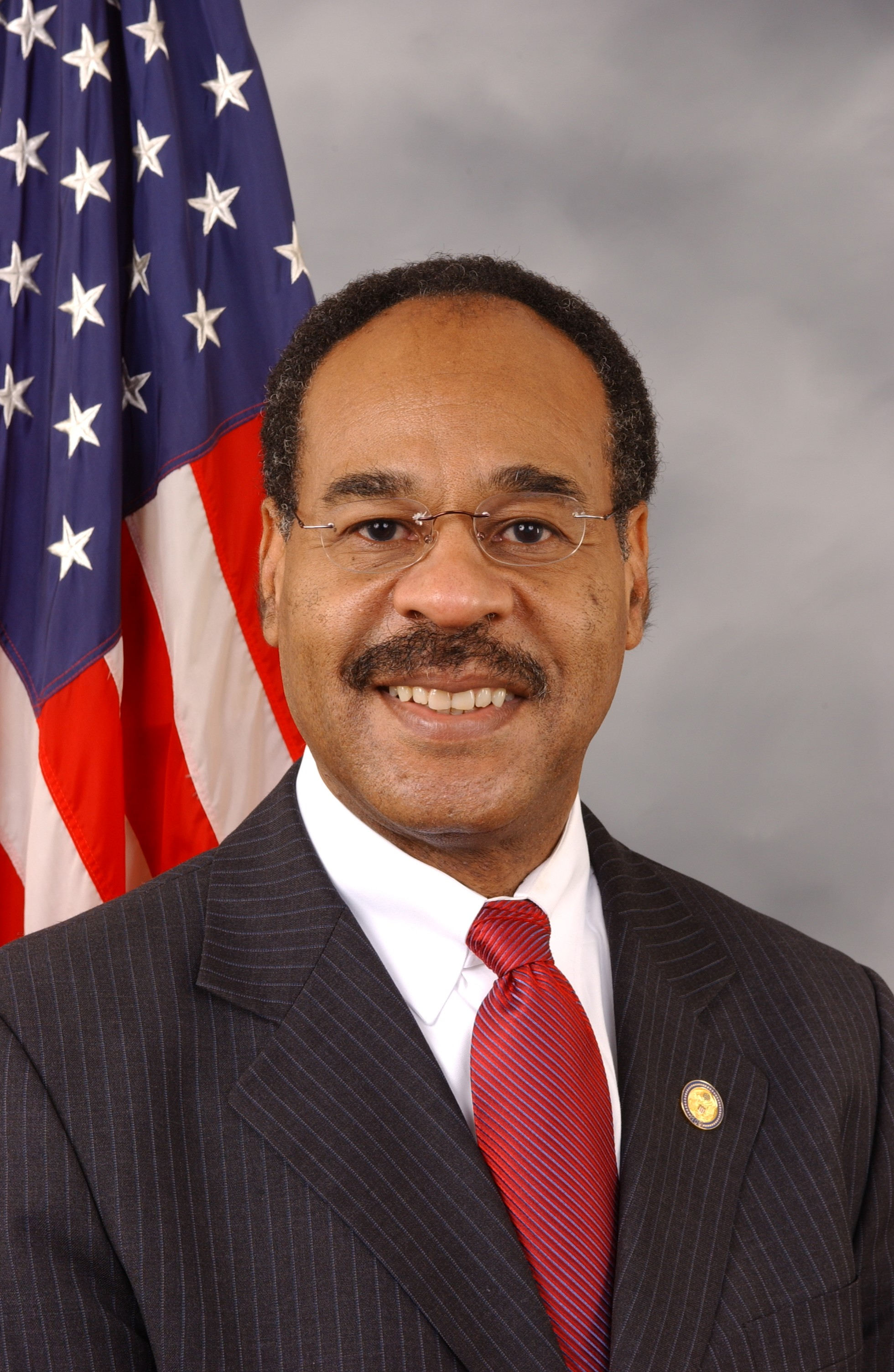
Emanuel Cleaver, derzeitiger Vertreter des fünften Kongresswahlbezirks von Missouri

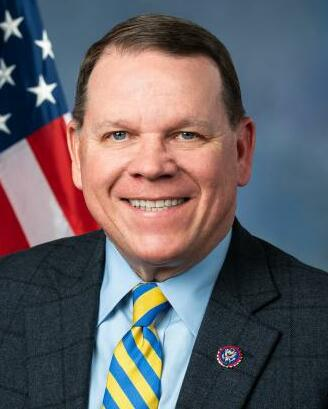
Sam Graves, derzeitiger Vertreter des sechsten Kongresswahlbezirks von Missouri

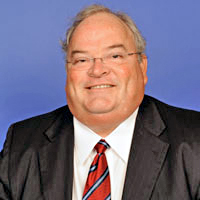
Billy Long, derzeitiger Vertreter des siebten Kongresswahlbezirks von Missouri

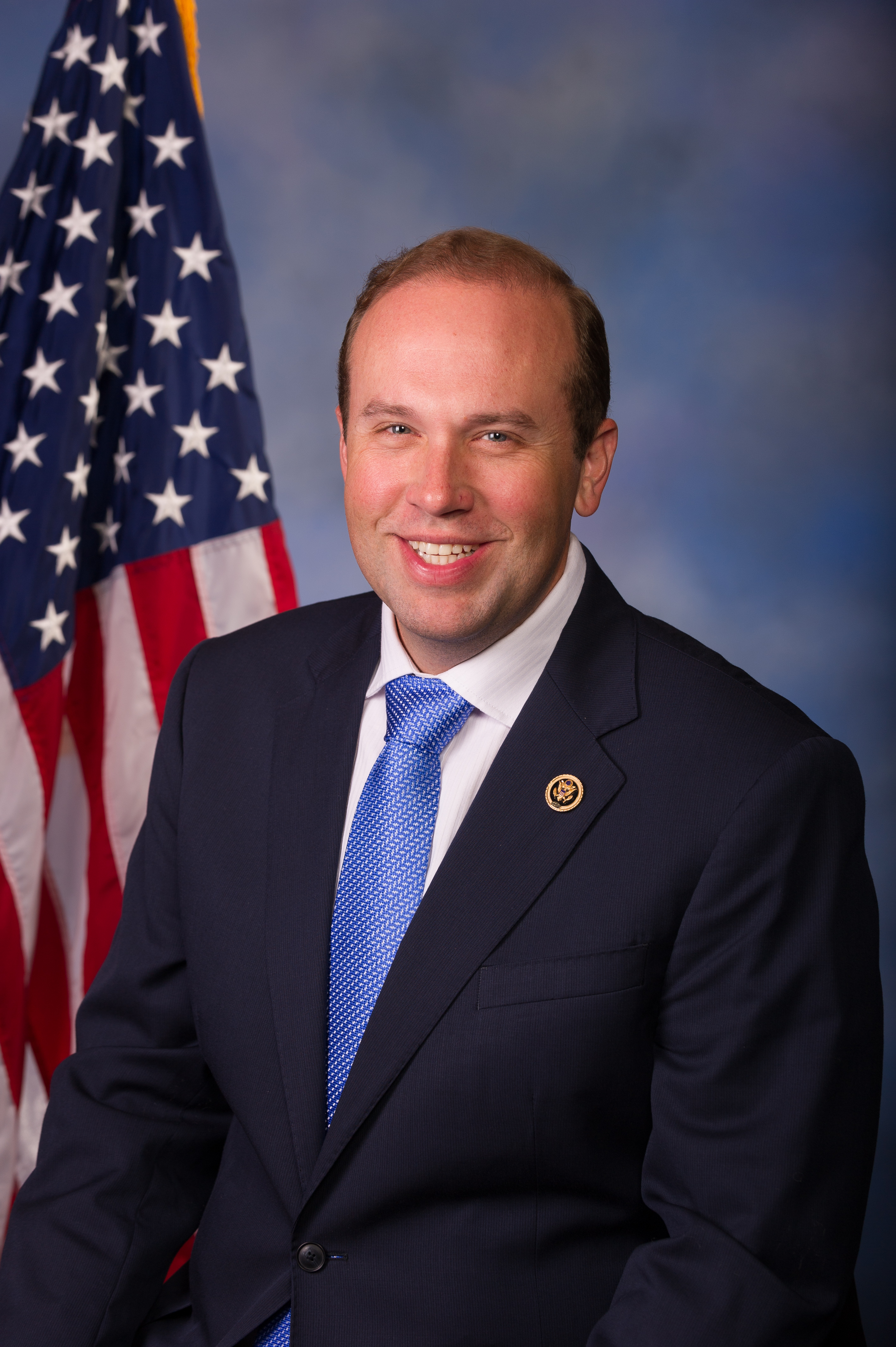
Jason T. Smith, derzeitiger Vertreter des achten Kongresswahlbezirks von Missouri

Diese Liste führt alle Politiker auf, die seit 1812 für das Missouri-Territorium und später für den Bundesstaat Missouri dem Repräsentantenhaus der Vereinigten Staaten angehört haben. Nach dem Beitritt des Staates zur Union stellte Missouri zunächst nur einen Abgeordneten, doch diese Zahl stieg in den folgenden Jahren kontinuierlich an. Zwischen 1903 und 1933 war der Höchststand von 16 Abgeordneten erreicht. Durch Anpassungen nach den jeweiligen Volkszählungen ging diese Zahl danach wieder zurück; seit Januar 2013 sitzen nun noch acht Abgeordnete für den Staat im Repräsentantenhaus. Von 1820 bis 1840 wurden die Mandate staatsweit („at large“) vergeben; dieses Verfahren fand dann noch einmal bei der Wahl des Jahres 1932 Anwendung. Ansonsten war Missouri jeweils in Wahlbezirke aufgeteilt.

## Delegierte des Missouri-Territoriums (1812–1821)
| Name             | Amtszeit                              | Partei    |
| ---------------- | ------------------------------------- | --------- |
| Edward Hempstead | 9. November 1812 – 17. September 1814 | parteilos |
| Rufus Easton     | 17. September 1814 – 5. August 1816   | parteilos |
| John Scott       | 6. August 1816 – 3. März 1821         | parteilos |

## 1. Sitz (seit 1821)
| Name                      | Amtszeit                        | Partei                |
| ------------------------- | ------------------------------- | --------------------- |
| John Scott                | 10. August 1821 – 3. März 1827  | Democratic Republican |
| Edward Bates              | 4. März 1827 – 3. März 1829     | Nationalrepublikaner  |
| Spencer Darwin Pettis     | 4. März 1829 – 28. August 1831  | Demokrat              |
| William Henry Ashley      | 31. Oktober 1831 – 3. März 1837 | Demokrat              |
| John Miller               | 4. März 1837 – 3. März 1843     | Demokrat              |
| James Butler Bowlin       | 4. März 1843 – 3. März 1851     | Demokrat              |
| John Fletcher Darby       | 4. März 1851 – 3. März 1853     | Whig                  |
| Thomas Hart Benton        | 4. März 1853 – 3. März 1855     | Demokrat              |
| Luther Martin Kennett     | 4. März 1855 – 3. März 1857     | Opposition Party      |
| Francis Preston Blair Jr. | 4. März 1857 – 3. März 1859     | Republikaner          |
| John Richard Barret       | 4. März 1859 – 8. Juni 1860     | Demokrat              |
| Francis Preston Blair Jr. | 8. Juni 1860 – 25. Juni 1860    | Republikaner          |
| John Richard Barret       | 3. Dezember 1860 – 3. März 1861 | Demokrat              |
| Francis Preston Blair Jr. | 4. März 1861 – 10. Juni 1864    | Republikaner          |
| Samuel Knox               | 10. Juni 1864 – 3. März 1865    | Unionist              |
| John Hogan                | 4. März 1865 – 3. März 1867     | Demokrat              |
| William Anderson Pile     | 4. März 1867 – 3. März 1869     | Republikaner          |
| Erastus Wells             | 4. März 1869 – 3. März 1873     | Demokrat              |
| Edwin Obed Stanard        | 4. März 1873 – 3. März 1875     | Republikaner          |
| Edward Charles Kehr       | 4. März 1875 – 3. März 1877     | Demokrat              |
| Anthony Friday Ittner     | 4. März 1877 – 3. März 1879     | Republikaner          |
| Martin Linn Clardy        | 4. März 1879 – 3. März 1883     | Demokrat              |
| William Henry Hatch       | 4. März 1883 – 3. März 1895     | Demokrat              |
| Charles Nelson Clark      | 4. März 1895 – 3. März 1897     | Republikaner          |
| James Tilghman Lloyd      | 1. Juni 1897 – 3. März 1917     | Demokrat              |
| Milton Andrew Romjue      | 4. März 1917 – 3. März 1921     | Demokrat              |
| Frank Crenshaw Millspaugh | 4. März 1921 – 5. Dezember 1922 | Republikaner          |
| Milton Andrew Romjue      | 4. März 1923 – 3. Januar 1943   | Demokrat              |
| Samuel Washington Arnold  | 3. Januar 1943 – 3. Januar 1949 | Republikaner          |
| Clare Magee               | 3. Januar 1949 – 3. Januar 1953 | Demokrat              |
| Frank Melvin Karsten      | 3. Januar 1953 – 3. Januar 1969 | Demokrat              |
| William Lacy Clay Sr.     | 3. Januar 1969 – 3. Januar 2001 | Demokrat              |
| William Lacy Clay Jr.     | 3. Januar 2001 – 3. Januar 2021 | Demokrat              |
| Cori Anika Bush           | 3. Januar 2021 – 3. Januar 2025 | Demokrat              |
| Wesley Bell               | seit 3. Januar 2025             | Demokrat              |

## 2. Sitz (seit 1833)
| Name                          | Amtszeit                         | Partei                     |
| ----------------------------- | -------------------------------- | -------------------------- |
| John Bull                     | 4. März 1833 – 3. März 1835      | Nationalrepublikaner       |
| Albert Galliton Harrison      | 4. März 1835 – 3. März 1839      | Demokrat                   |
| John Jameson                  | 12. Dezember 1839 – 3. März 1841 | Demokrat                   |
| John Cummins Edwards          | 4. März 1841 – 3. März 1843      | Demokrat                   |
| John Jameson                  | 4. März 1843 – 3. März 1845      | Demokrat                   |
| Sterling Price                | 4. März 1845 – 12. August 1846   | Demokrat                   |
| William McDaniel              | 7. Dezember 1846 – 3. März 1847  | Demokrat                   |
| John Jameson                  | 4. März 1847 – 3. März 1849      | Demokrat                   |
| William Van Ness Bay          | 4. März 1849 – 3. März 1851      | Demokrat                   |
| Gilchrist Porter              | 4. März 1851 – 3. März 1853      | Whig                       |
| Alfred William Lamb           | 4. März 1853 – 3. März 1855      | Demokrat                   |
| Gilchrist Porter              | 4. März 1855 – 3. März 1857      | Opposition Party           |
| Thomas Lilbourne Anderson     | 4. März 1857 – 3. März 1861      | American Party             |
| James Sidney Rollins          | 4. März 1861 – 3. März 1863      | Constitutional Union Party |
| Henry Taylor Blow             | 4. März 1863 – 3. März 1867      | Republikaner               |
| Carman Adam Newcomb           | 4. März 1867 – 3. März 1869      | Republikaner               |
| Gustavus Adolphus Finkelnburg | 4. März 1869 – 3. März 1873      | Republikaner               |
| Erastus Wells                 | 4. März 1873 – 3. März 1877      | Demokrat                   |
| Nathan Cole                   | 4. März 1877 – 3. März 1879      | Republikaner               |
| Erastus Wells                 | 4. März 1879 – 3. März 1881      | Demokrat                   |
| Thomas Allen                  | 4. März 1881 – 8. April 1882     | Demokrat                   |
| James Henry McLean            | 15. Dezember 1882 – 3. März 1883 | Republikaner               |
| Armstead Milton Alexander     | 4. März 1883 – 3. März 1885      | Demokrat                   |
| John Blackwell Hale           | 4. März 1885 – 3. März 1887      | Demokrat                   |
| Charles Harley Mansur         | 4. März 1887 – 3. März 1893      | Demokrat                   |
| Uriel Sebree Hall             | 4. März 1893 – 3. März 1897      | Demokrat                   |
| Robert Nall Bodine            | 4. März 1897 – 3. März 1899      | Demokrat                   |
| William Waller Rucker         | 4. März 1899 – 3. März 1923      | Demokrat                   |
| Ralph Fulton Lozier           | 4. März 1923 – 3. Januar 1935    | Demokrat                   |
| William Lester Nelson         | 3. Januar 1935 – 3. Januar 1943  | Demokrat                   |
| Max Schwabe                   | 3. Januar 1943 – 3. Januar 1949  | Republikaner               |
| Morgan Moore Moulder          | 3. Januar 1949 – 3. Januar 1953  | Demokrat                   |
| Thomas Bradford Curtis        | 3. Januar 1953 – 3. Januar 1969  | Republikaner               |
| James Wadsworth Symington     | 3. Januar 1969 – 3. Januar 1977  | Demokrat                   |
| Robert Anton Young            | 3. Januar 1977 – 3. Januar 1987  | Demokrat                   |
| John William Buechner         | 3. Januar 1987 – 3. Januar 1991  | Republikaner               |
| Joan Kelly Horn               | 3. Januar 1991 – 3. Januar 1993  | Demokrat                   |
| James Matthes Talent          | 3. Januar 1993 – 3. Januar 2001  | Republikaner               |
| William Todd Akin             | 3. Januar 2001 – 3. Januar 2013  | Republikaner               |
| Ann Louise Wagner             | seit 3. Januar 2013              | Republikaner               |

## 3. Sitz (seit 1843)
| Name                       | Amtszeit                         | Partei       |
| -------------------------- | -------------------------------- | ------------ |
| James Hugh Relfe           | 4. März 1843 – 3. März 1847      | Demokrat     |
| James Stephen Green        | 4. März 1847 – 3. März 1851      | Demokrat     |
| John Gaines Miller         | 4. März 1851 – 3. März 1853      | Whig         |
| James Johnson Lindley      | 4. März 1853 – 3. März 1857      | Whig         |
| John Bullock Clark         | 7. Dezember 1857 – 13. Juli 1861 | Demokrat     |
| William Augustus Hall      | 20. Januar 1862 – 3. März 1863   | Demokrat     |
| John William Noell         | 4. März 1863 – 14. März 1863     | Unionist     |
| John Guier Scott           | 7. Dezember 1863 – 3. März 1865  | Demokrat     |
| Thomas Estes Noell         | 4. März 1865 – 3. Oktober 1867   | Demokrat     |
| James Robinson McCormick   | 17. Dezember 1867 – 3. März 1873 | Demokrat     |
| William Henry Stone        | 4. März 1873 – 3. März 1877      | Demokrat     |
| Lyne Shackelford Metcalfe  | 4. März 1877 – 3. März 1879      | Republikaner |
| Richard Graham Frost       | 4. März 1879 – 2. März 1883      | Demokrat     |
| Gustavus Sessinghaus       | 2. März 1883 – 3. März 1883      | Republikaner |
| Alexander Monroe Dockery   | 4. März 1883 – 3. März 1899      | Demokrat     |
| John Dougherty             | 4. März 1899 – 3. März 1905      | Demokrat     |
| Frank B. Klepper           | 4. März 1905 – 3. März 1907      | Republikaner |
| Joshua Willis Alexander    | 4. März 1907 – 15. Dezember 1919 | Demokrat     |
| Jacob Le Roy Milligan      | 14. Februar 1920 – 3. März 1921  | Demokrat     |
| Henry Franklin Lawrence    | 4. März 1921 – 3. März 1923      | Republikaner |
| Jacob Le Roy Milligan      | 4. März 1923 – 3. März 1933      | Demokrat     |
| Richard Meloan Duncan      | 4. März 1933 – 3. Januar 1943    | Demokrat     |
| William Clay Cole          | 3. Januar 1943 – 3. Januar 1949  | Republikaner |
| Philip James Welch         | 3. Januar 1949 – 3. Januar 1953  | Demokrat     |
| Leonor Kretzer Sullivan    | 3. Januar 1953 – 3. Januar 1977  | Demokrat     |
| Richard Andrew Gephardt    | 3. Januar 1977 – 3. Januar 2005  | Demokrat     |
| John Russell Carnahan      | 3. Januar 2005 – 3. Januar 2013  | Demokrat     |
| William Blaine Luetkemeyer | 3. Januar 2013 – 3. Januar 2025  | Republikaner |
| Bob Onder                  | seit 3. Januar 2025              | Republikaner |

## 4. Sitz (seit 1843)
| Name                          | Amtszeit                         | Partei       |
| ----------------------------- | -------------------------------- | ------------ |
| Gustavus Miller Bower         | 4. März 1843 – 3. März 1845      | Demokrat     |
| Leonard Henly Sims            | 4. März 1845 – 3. März 1847      | Demokrat     |
| Willard Preble Hall           | 4. März 1847 – 3. März 1853      | Demokrat     |
| Mordecai Oliver               | 4. März 1853 – 3. März 1857      | Whig         |
| James Craig                   | 4. März 1857 – 3. März 1861      | Demokrat     |
| Elijah Hise Norton            | 4. März 1861 – 3. März 1863      | Demokrat     |
| Sempronius Hamilton Boyd      | 4. März 1863 – 3. März 1865      | Unionist     |
| John Russell Kelso            | 4. März 1865 – 3. März 1867      | Unabhängiger |
| Joseph Jackson Gravely        | 4. März 1867 – 3. März 1869      | Republikaner |
| Sempronius Hamilton Boyd      | 4. März 1869 – 3. März 1871      | Republikaner |
| Harrison Eugene Havens        | 4. März 1871 – 3. März 1873      | Republikaner |
| Robert Anthony Hatcher        | 4. März 1873 – 3. März 1879      | Demokrat     |
| Lowndes Henry Davis           | 4. März 1879 – 3. März 1883      | Demokrat     |
| James Nelson Burnes           | 4. März 1883 – 23. Januar 1889   | Demokrat     |
| Charles Ferris Booher         | 19. Februar 1889 – 3. März 1889  | Demokrat     |
| Robert Patterson Clark Wilson | 2. Dezember 1889 – 3. März 1893  | Demokrat     |
| Daniel Dee Burnes             | 4. März 1893 – 3. März 1895      | Demokrat     |
| George Calhoun Crowther       | 4. März 1895 – 3. März 1897      | Republikaner |
| Charles Fremont Cochran       | 4. März 1897 – 3. März 1905      | Demokrat     |
| Frank Ballard Fulkerson       | 4. März 1905 – 3. März 1907      | Republikaner |
| Charles Ferris Booher         | 4. März 1907 – 21. Januar 1921   | Demokrat     |
| Charles Lee Faust             | 4. März 1921 – 17. Dezember 1928 | Republikaner |
| David William Hopkins         | 5. Februar 1929 – 3. März 1933   | Republikaner |
| Jacob Le Roy Milligan         | 4. März 1933 – 3. Januar 1935    | Demokrat     |
| Charles Jasper Bell           | 3. Januar 1935 – 3. Januar 1949  | Demokrat     |
| Theodore Leonard Irving       | 3. Januar 1949 – 3. Januar 1953  | Demokrat     |
| Jeffrey Paul Hillelson        | 3. Januar 1953 – 3. Januar 1955  | Republikaner |
| George Henry Christopher      | 3. Januar 1955 – 23. Januar 1959 | Demokrat     |
| William Joseph Randall        | 3. Januar 1959 – 3. Januar 1977  | Demokrat     |
| Isaac Newton Skelton          | 3. Januar 1977 – 3. Januar 2011  | Demokrat     |
| Vicky Jo Hartzler             | seit 3. Januar 2011              | Republikaner |

## 5. Sitz (seit 1843)
| Name                      | Amtszeit                        | Partei         |
| ------------------------- | ------------------------------- | -------------- |
| James Madison Hughes      | 4. März 1843 – 3. März 1845     | Demokrat       |
| John Smith Phelps         | 4. März 1845 – 3. März 1853     | Demokrat       |
| John Gaines Miller        | 4. März 1853 – 11. Mai 1856     | Whig           |
| Thomas Peter Akers        | 18. August 1856 – 3. März 1857  | American Party |
| Samuel Hughes Woodson     | 4. März 1857 – 3. März 1861     | American Party |
| John William Reid         | 4. März 1861 – 2. Dezember 1861 | Demokrat       |
| Thomas Lawson Price       | 21. Januar 1862 – 3. März 1863  | Demokrat       |
| Joseph Washington McClurg | 4. März 1863–1868               | Unionist       |
| John Hubler Stover        | 7. Dezember 1868 – 3. März 1869 | Republikaner   |
| Samuel Swinfin Burdett    | 4. März 1869 – 3. März 1873     | Republikaner   |
| Richard Parks Bland       | 4. März 1873 – 3. März 1883     | Demokrat       |
| Alexander Graves          | 4. März 1883 – 3. März 1885     | Demokrat       |
| William Warner            | 4. März 1885 – 3. März 1889     | Republikaner   |
| John Charles Tarsney      | 4. März 1889 – 27. Februar 1896 | Demokrat       |
| Robert Thompson Van Horn  | 27. Februar 1896 – 3. März 1897 | Republikaner   |
| William Strother Cowherd  | 4. März 1897 – 3. März 1905     | Demokrat       |
| Edgar Clarence Ellis      | 4. März 1905 – 3. März 1909     | Republikaner   |
| William Patterson Borland | 4. März 1909 – 20. Februar 1919 | Demokrat       |
| William Thomas Bland      | 4. März 1919 – 3. März 1921     | Demokrat       |
| Edgar Clarence Ellis      | 4. März 1921 – 3. März 1923     | Republikaner   |
| Henry Lee Jost            | 4. März 1923 – 3. März 1925     | Demokrat       |
| Edgar Clarence Ellis      | 4. März 1925 – 3. März 1927     | Republikaner   |
| George Hamilton Combs     | 4. März 1927 – 3. März 1929     | Demokrat       |
| Edgar Clarence Ellis      | 4. März 1929 – 3. März 1931     | Republikaner   |
| Joseph Bernard Shannon    | 4. März 1931 – 3. Januar 1943   | Demokrat       |
| Roger Caldwell Slaughter  | 3. Januar 1943 – 3. Januar 1947 | Demokrat       |
| Albert Lee Reeves         | 3. Januar 1947 – 3. Januar 1949 | Republikaner   |
| Richard Walker Bolling    | 3. Januar 1949 – 3. März 1983   | Republikaner   |
| Alan Dupree Wheat         | 3. Januar 1983 – 3. Januar 1995 | Demokrat       |
| Karen McCarthy            | 3. Januar 1995 – 3. Januar 2005 | Demokrat       |
| Emanuel Cleaver           | seit 3. Januar 2005             | Demokrat       |

## 6. Sitz (seit 1853)
| Name                     | Amtszeit                          | Partei          |
| ------------------------ | --------------------------------- | --------------- |
| John Smith Phelps        | 4. März 1853 – 3. März 1863       | Demokrat        |
| Austin Augustus King     | 4. März 1863 – 3. März 1865       | Unionist        |
| Robert Thompson Van Horn | 4. März 1865 – 3. März 1871       | Republikaner    |
| Abram Comingo            | 4. März 1871 – 3. März 1873       | Demokrat        |
| Harrison Eugene Havens   | 4. März 1873 – 3. März 1875       | Republikaner    |
| Charles Henry Morgan     | 4. März 1875 – 3. März 1879       | Demokrat        |
| James Richard Waddill    | 4. März 1879 – 3. März 1881       | Demokrat        |
| Ira Sherwin Hazeltine    | 4. März 1881 – 3. März 1883       | Greenback Party |
| John Cosgrove            | 4. März 1883 – 3. März 1885       | Demokrat        |
| John Taddeus Heard       | 4. März 1885 – 3. März 1893       | Demokrat        |
| David Albaugh De Armond  | 4. März 1893 – 23. November 1909  | Demokrat        |
| Clement Cabell Dickinson | 1. Februar 1910 – 3. März 1921    | Demokrat        |
| William Oscar Atkeson    | 4. März 1921 – 3. März 1923       | Republikaner    |
| Clement Cabell Dickinson | 4. März 1923 – 3. März 1929       | Demokrat        |
| Thomas Jefferson Halsey  | 4. März 1929 – 3. März 1931       | Republikaner    |
| Clement Cabell Dickinson | 4. März 1931 – 3. März 1933       | Demokrat        |
| Reuben Terrell Wood      | 4. März 1933 – 3. Januar 1941     | Demokrat        |
| Philip Allen Bennett     | 3. Januar 1941 – 7. Dezember 1942 | Republikaner    |
| Marion Tinsley Bennett   | 12. Januar 1943 – 3. Januar 1949  | Republikaner    |
| George Henry Christopher | 3. Januar 1949 – 3. Januar 1951   | Demokrat        |
| Orland Kay Armstrong     | 3. Januar 1951 – 3. Januar 1953   | Republikaner    |
| William Clay Cole        | 3. Januar 1953 – 3. Januar 1955   | Republikaner    |
| William Raleigh Hull     | 3. Januar 1955 – 3. Januar 1973   | Demokrat        |
| Jerry Lon Litton         | 3. Januar 1973 – 3. August 1976   | Demokrat        |
| Earl Thomas Coleman      | 2. November 1976 – 3. Januar 1993 | Republikaner    |
| Patsy Ann Danner         | 3. Januar 1993 – 3. Januar 2001   | Demokrat        |
| Samuel Bruce Graves Jr.  | seit 3. Januar 2001               | Republikaner    |

## 7. Sitz (seit 1853)
| Name                       | Amtszeit                         | Partei          |
| -------------------------- | -------------------------------- | --------------- |
| Samuel Caruthers           | 4. März 1853 – 3. März 1859      | Whig            |
| John William Noell         | 4. März 1859 – 3. März 1863      | Demokrat        |
| Benjamin Franklin Loan     | 4. März 1863 – 3. März 1869      | Unionist        |
| Joel Funk Asper            | 4. März 1869 – 3. März 1871      | Republikaner    |
| Isaac Charles Parker       | 4. März 1871 – 3. März 1873      | Republikaner    |
| Thomas Theodore Crittenden | 4. März 1873 – 3. März 1875      | Demokrat        |
| John Finis Philips         | 4. März 1875 – 3. März 1877      | Demokrat        |
| Thomas Theodore Crittenden | 4. März 1877 – 3. März 1879      | Demokrat        |
| Alfred Morrison Lay        | 4. März 1879 – 8. Dezember 1879  | Demokrat        |
| John Finis Philips         | 10. Januar 1880 – 3. März 1881   | Demokrat        |
| Theron Moses Rice          | 4. März 1881 – 3. März 1883      | Greenback Party |
| Aylett Hawes Buckner       | 4. März 1883 – 3. März 1885      | Demokrat        |
| John Edward Hutton         | 4. März 1885 – 3. März 1889      | Demokrat        |
| Richard Henry Norton       | 4. März 1889 – 3. März 1893      | Demokrat        |
| John Taddeus Heard         | 4. März 1893 – 3. März 1895      | Demokrat        |
| John Plank Tracey          | 4. März 1895 – 3. März 1897      | Republikaner    |
| James Cooney               | 4. März 1897 – 3. März 1903      | Demokrat        |
| Courtney Walker Hamlin     | 4. März 1903 – 3. März 1905      | Demokrat        |
| John Welborn               | 4. März 1905 – 3. März 1907      | Republikaner    |
| Courtney Walker Hamlin     | 4. März 1907 – 3. März 1919      | Demokrat        |
| Samuel Collier Major       | 4. März 1919 – 3. März 1921      | Demokrat        |
| Roscoe Conkling Patterson  | 4. März 1921 – 3. März 1923      | Republikaner    |
| Samuel Collier Major       | 4. März 1923 – 3. März 1929      | Demokrat        |
| John William Palmer        | 4. März 1929 – 3. März 1931      | Republikaner    |
| Samuel Collier Major       | 4. März 1931 – 28. Juli 1931     | Demokrat        |
| Robert Davis Johnson       | 29. Dezember 1931 – 3. März 1933 | Demokrat        |
| Clement Cabell Dickinson   | 3. März 1933 – 3. Januar 1935    | Demokrat        |
| Dewey Jackson Short        | 3. Januar 1935 – 3. Januar 1957  | Republikaner    |
| Charles Harrison Brown     | 3. Januar 1957 – 3. Januar 1961  | Demokrat        |
| Durward Gorham Hall        | 3. Januar 1961 – 3. Januar 1973  | Republikaner    |
| Gene Taylor                | 3. Januar 1973 – 3. Januar 1989  | Republikaner    |
| Melton D. Hancock          | 3. Januar 1989 – 3. Januar 1997  | Republikaner    |
| Roy Dean Blunt             | 3. Januar 1997 – 3. Januar 2011  | Republikaner    |
| William H. Long            | seit 3. Januar 2011              | Republikaner    |

## 8. Sitz (seit 1863)
| Name                            | Amtszeit                           | Partei              |
| ------------------------------- | ---------------------------------- | ------------------- |
| William Augustus Hall           | 4. März 1863 – 3. März 1865        | Unionist            |
| John Forbes Benjamin            | 4. März 1865 – 3. März 1871        | Republikaner        |
| James Gorrall Blair             | 4. März 1871 – 3. März 1873        | Liberalrepublikaner |
| Abram Comingo                   | 4. März 1873 – 3. März 1875        | Demokrat            |
| Benjamin Joseph Franklin        | 4. März 1875 – 3. März 1879        | Demokrat            |
| Samuel Locke Sawyer             | 4. März 1879 – 3. März 1881        | Unabhängiger        |
| Robert Thompson Van Horn        | 4. März 1881 – 3. März 1883        | Republikaner        |
| John Joseph O’Neill             | 4. März 1883 – 3. März 1889        | Demokrat            |
| Frederick Gottlieb Niedringhaus | 4. März 1889 – 3. März 1891        | Republikaner        |
| John Joseph O’Neill             | 4. März 1891 – 3. März 1893        | Demokrat            |
| Richard Parks Bland             | 4. März 1893 – 3. März 1895        | Demokrat            |
| Joel Douglas Hubbard            | 4. März 1895 – 3. März 1897        | Republikaner        |
| Richard Parks Bland             | 4. März 1897 – 15. Juni 1899       | Demokrat            |
| vakant                          | 15. Juni 1899 – 29. August 1899    |                     |
| Dorsey William Shackleford      | 29. August 1899 – 3. März 1919     | Demokrat            |
| William Lester Nelson           | 4. März 1919 – 3. März 1921        | Demokrat            |
| Sidney Crain Roach              | 4. März 1921 – 3. März 1925        | Republikaner        |
| William Lester Nelson           | 4. März 1925 – 3. März 1933        | Demokrat            |
| Clyde Williams                  | 4. März 1933 – 3. Januar 1943      | Demokrat            |
| William Price Elmer             | 3. Januar 1943 – 3. Januar 1945    | Republikaner        |
| Albert Sidney Johnson Carnahan  | 3. Januar 1945 – 3. Januar 1947    | Demokrat            |
| Parke Monroe Banta              | 3. Januar 1947 – 3. Januar 1949    | Republikaner        |
| Albert Sidney Johnson Carnahan  | 3. Januar 1949 – 3. Januar 1961    | Demokrat            |
| Richard Howard Ichord           | 3. Januar 1961 – 3. Januar 1981    | Demokrat            |
| R. Wendell Bailey               | 3. Januar 1981 – 3. Januar 1983    | Republikaner        |
| Norvell William Emerson         | 3. Januar 1983 – 22. Juni 1996     | Republikaner        |
| vakant                          | 22. Juni 1996 – 5. November 1996   |                     |
| Jo Ann Emerson                  | 5. November 1996 – 22. Januar 2013 | Republikaner        |
| vakant                          | 22. Januar 2013 – 5. Juni 2013     |                     |
| Jason Thomas Smith              | seit 5. Juni 2013                  | Republikaner        |

## 9. Sitz (1863–2013)
| Name                        | Amtszeit                          | Partei                     |
| --------------------------- | --------------------------------- | -------------------------- |
| James Sidney Rollins        | 4. März 1863 – 3. März 1865       | Constitutional Union Party |
| George Washington Anderson  | 4. März 1865 – 3. März 1869       | Republikaner               |
| David Patterson Dyer        | 4. März 1869 – 3. März 1871       | Republikaner               |
| Andrew King                 | 4. März 1871 – 3. März 1873       | Demokrat                   |
| Isaac Charles Parker        | 4. März 1873 – 3. März 1875       | Republikaner               |
| David Rea                   | 4. März 1875 – 3. März 1879       | Demokrat                   |
| Nicholas Ford               | 4. März 1879 – 3. März 1883       | Greenback Party            |
| James Overton Broadhead     | 4. März 1883 – 3. März 1885       | Demokrat                   |
| John Milton Glover          | 4. März 1885 – 3. März 1889       | Demokrat                   |
| Nathan Frank                | 4. März 1889 – 3. März 1891       | Republikaner               |
| Seth Wallace Cobb           | 4. März 1891 – 3. März 1893       | Demokrat                   |
| James Beauchamp Clark       | 4. März 1893 – 3. März 1895       | Demokrat                   |
| William Mitchellson Treloar | 4. März 1895 – 3. März 1897       | Republikaner               |
| James Beauchamp Clark       | 4. März 1897 – 2. März 1921       | Demokrat                   |
| Theodore Waldemar Hukriede  | 4. März 1921 – 3. März 1923       | Republikaner               |
| Clarence Andrew Cannon      | 4. März 1923 – 12. Mai 1964       | Demokrat                   |
| William Leonard Hungate     | 3. November 1964 – 3. Januar 1977 | Demokrat                   |
| Harold Lee Volkmer          | 3. Januar 1977 – 3. Januar 1997   | Demokrat                   |
| Kenneth C. Hulshof          | 3. Januar 1997 – 3. Januar 2009   | Republikaner               |
| Blaine Luetkemeyer          | 3. Januar 2009 – 3. Januar 2013   | Republikaner               |

## 10. Sitz (1873–1983)
| Name                         | Amtszeit                          | Partei          |
| ---------------------------- | --------------------------------- | --------------- |
| Ira Barnes Hyde              | 4. März 1873 – 3. März 1875       | Republikaner    |
| Rezin A. De Bolt             | 4. März 1875 – 3. März 1877       | Demokrat        |
| Henry Moses Pollard          | 4. März 1877 – 3. März 1879       | Republikaner    |
| Gideon Frank Rothwell        | 4. März 1879 – 3. März 1881       | Demokrat        |
| Joseph Henry Burrows         | 4. März 1881 – 3. März 1883       | Greenback Party |
| Martin Linn Clardy           | 4. März 1883 – 3. März 1889       | Demokrat        |
| William Medcalf Kinsey       | 4. März 1889 – 3. März 1891       | Republikaner    |
| Samuel Byrns                 | 4. März 1891 – 3. März 1893       | Demokrat        |
| Richard Bartholdt            | 4. März 1893 – 3. März 1915       | Republikaner    |
| Jacob Edwin Meeker           | 4. März 1915 – 16. Oktober 1918   | Republikaner    |
| Frederick Essen              | 5. November 1918 – 3. März 1919   | Republikaner    |
| Cleveland Alexander Newton   | 4. März 1919 – 3. März 1927       | Republikaner    |
| Henry Frederick Niedringhaus | 4. März 1927 – 3. März 1933       | Republikaner    |
| Frank Hood Lee               | 4. März 1933 – 3. Januar 1935     | Demokrat        |
| Orville Zimmerman            | 3. Januar 1935 – 7. April 1948    | Demokrat        |
| Paul Caruthers Jones         | 2. November 1948 – 3. Januar 1969 | Demokrat        |
| Bill D. Burlison             | 3. Januar 1969 – 3. Januar 1981   | Demokrat        |
| Norvell William Emerson      | 3. Januar 1981 – 3. Januar 1983   | Republikaner    |

## 11. Sitz (1873–1963)
| Name                     | Amtszeit                           | Partei       |
| ------------------------ | ---------------------------------- | ------------ |
| John Bullock Clark Jr.   | 4. März 1873 – 3. März 1883        | Demokrat     |
| Richard Parks Bland      | 4. März 1883 – 3. März 1893        | Demokrat     |
| Charles Frederick Joy    | 4. März 1893 – 3. April 1894       | Republikaner |
| John Joseph O’Neill      | 3. April 1894 – 3. März 1895       | Demokrat     |
| Charles Frederick Joy    | 4. März 1895 – 3. März 1903        | Republikaner |
| John Thomas Hunt         | 4. März 1903 – 3. März 1907        | Demokrat     |
| Henry Stewart Caulfield  | 4. März 1907 – 3. März 1909        | Republikaner |
| Patrick Francis Gill     | 4. März 1909 – 3. März 1911        | Demokrat     |
| Theron Ephron Catlin     | 4. März 1911 – 12. August 1912     | Republikaner |
| Patrick Francis Gill     | 12. August 1912 – 3. März 1913     | Demokrat     |
| William Leo Igoe         | 4. März 1913 – 3. März 1921        | Demokrat     |
| Harry Bartow Hawes       | 4. März 1921 – 15. Oktober 1926    | Demokrat     |
| John Joseph Cochran      | 2. November 1926 – 3. März 1933    | Demokrat     |
| James Edward Ruffin      | 4. März 1933 – 3. Januar 1935      | Demokrat     |
| Thomas Carey Hennings    | 3. Januar 1935 – 31. Dezember 1940 | Demokrat     |
| John Berchmans Sullivan  | 3. Januar 1941 – 3. Januar 1943    | Demokrat     |
| Louis Ebenezer Miller    | 3. Januar 1943 – 3. Januar 1945    | Republikaner |
| John Berchmans Sullivan  | 3. Januar 1945 – 3. Januar 1947    | Demokrat     |
| Claude Ignatius Bakewell | 3. Januar 1947 – 3. Januar 1949    | Republikaner |
| John Berchmans Sullivan  | 3. Januar 1949 – 29. Januar 1951   | Demokrat     |
| Claude Ignatius Bakewell | 9. März 1951 – 3. Januar 1953      | Republikaner |
| Morgan Moore Moulder     | 3. Januar 1953 – 3. Januar 1963    | Demokrat     |

## 12. Sitz (1873–1953)
| Name                            | Amtszeit                        | Partei       |
| ------------------------------- | ------------------------------- | ------------ |
| John Montgomery Glover          | 4. März 1873 – 3. März 1879     | Demokrat     |
| William Henry Hatch             | 4. März 1879 – 3. März 1883     | Demokrat     |
| Charles Henry Morgan            | 4. März 1883 – 3. März 1885     | Demokrat     |
| William Joel Stone              | 4. März 1895 – 3. März 1891     | Demokrat     |
| David Albaugh De Armond         | 4. März 1891 – 3. März 1893     | Demokrat     |
| Seth Wallace Cobb               | 4. März 1893 – 3. März 1897     | Demokrat     |
| Charles Edward Pearce           | 4. März 1897 – 3. März 1901     | Republikaner |
| James Joseph Butler             | 4. März 1901 – 28. Juni 1902    | Demokrat     |
| George Chester Robinson Wagoner | 26. Februar 1903 – 3. März 1903 | Republikaner |
| James Joseph Butler             | 4. März 1903 – 3. März 1905     | Demokrat     |
| Ernest Edward Wood              | 4. März 1905 – 23. Juni 1906    | Demokrat     |
| Harry Marcy Coudrey             | 23. Juni 1906 – 3. März 1911    | Republikaner |
| Leonidas Carstarphen Dyer       | 4. März 1911 – 19. Juni 1914    | Republikaner |
| Michael Joseph Gill             | 19. Juni 1914 – 3. März 1915    | Demokrat     |
| Leonidas Carstarphen Dyer       | 4. März 1915 – 3. März 1933     | Republikaner |
| James Robert Claiborne          | 4. März 1933 – 3. Januar 1937   | Demokrat     |
| Charles Arthur Anderson         | 3. Januar 1937 – 3. März 1941   | Demokrat     |
| Walter Christian Ploeser        | 3. Januar 1941 – 3. Januar 1949 | Republikaner |
| Raymond Willard Karst           | 3. Januar 1949 – 3. Januar 1951 | Demokrat     |
| Thomas Bradford Curtis          | 3. Januar 1951 – 3. Januar 1953 | Republikaner |

## 13. Sitz (1873–1953)
| Name                   | Amtszeit                        | Partei       |
| ---------------------- | ------------------------------- | ------------ |
| Aylett Hawes Buckner   | 4. März 1873 – 3. März 1883     | Demokrat     |
| Robert Washington Fyan | 4. März 1883 – 3. März 1885     | Demokrat     |
| William Henry Wade     | 4. März 1885 – 3. März 1891     | Republikaner |
| Robert Washington Fyan | 4. März 1891 – 3. März 1895     | Demokrat     |
| John Henry Raney       | 4. März 1895 – 3. März 1897     | Republikaner |
| Edward Robb            | 4. März 1897 – 3. März 1905     | Demokrat     |
| Marion Edwards Rhodes  | 4. März 1905 – 3. März 1907     | Republikaner |
| Madison Roswell Smith  | 4. März 1907 – 3. März 1909     | Demokrat     |
| Politte Elvins         | 4. März 1909 – 3. März 1911     | Republikaner |
| Walter Lewis Hensley   | 4. März 1911 – 3. März 1919     | Demokrat     |
| Marion Edwards Rhodes  | 4. März 1919 – 3. März 1923     | Republikaner |
| Joseph Scott Wolff     | 4. März 1923 – 3. März 1925     | Demokrat     |
| Charles Edward Kiefner | 4. März 1925 – 3. März 1927     | Republikaner |
| Clyde Williams         | 4. März 1927 – 3. März 1929     | Demokrat     |
| Charles Edward Kiefner | 4. März 1929 – 3. März 1931     | Republikaner |
| Clyde Williams         | 4. März 1931 – 3. März 1933     | Demokrat     |
| John Joseph Cochran    | 4. März 1933 – 3. Januar 1947   | Demokrat     |
| Frank Melvin Karsten   | 3. Januar 1947 – 3. Januar 1953 | Demokrat     |

## 14. Sitz (1883–1933)
| Name                     | Amtszeit                        | Partei       |
| ------------------------ | ------------------------------- | ------------ |
| Lowndes Henry Davis      | 4. März 1883 – 3. März 1885     | Demokrat     |
| William Dawson           | 4. März 1885 – 3. März 1887     | Demokrat     |
| James Peter Walker       | 4. März 1887 – 19. Juli 1890    | Demokrat     |
| Robert Henry Whitelaw    | 4. November 1890 – 3. März 1891 | Demokrat     |
| Marshall Arnold          | 4. März 1891 – 3. März 1895     | Demokrat     |
| Norman Adolphus Mozley   | 4. März 1895 – 3. März 1897     | Republikaner |
| Willard Duncan Vandiver  | 4. März 1897 – 3. März 1905     | Demokrat     |
| William Thomas Tyndall   | 4. März 1905 – 3. März 1907     | Republikaner |
| Joseph James Russell     | 4. März 1907 – 3. März 1909     | Demokrat     |
| Charles Augustus Crow    | 4. März 1909 – 3. März 1911     | Republikaner |
| Joseph James Russell     | 4. März 1911 – 3. März 1919     | Demokrat     |
| Edward Dixon Hays        | 4. März 1919 – 3. März 1923     | Republikaner |
| James Franklin Fulbright | 4. März 1923 – 3. März 1925     | Demokrat     |
| Ralph Emerson Bailey     | 4. März 1925 – 3. März 1927     | Republikaner |
| James Franklin Fulbright | 4. März 1927 – 3. März 1929     | Demokrat     |
| Dewey Jackson Short      | 4. März 1929 – 3. März 1931     | Republikaner |
| James Franklin Fulbright | 4. März 1931 – 3. März 1933     | Demokrat     |

## 15. Sitz (1893–1933)
| Name                      | Amtszeit                    | Partei       |
| ------------------------- | --------------------------- | ------------ |
| Charles Henry Morgan      | 4. März 1893 – 3. März 1895 | Demokrat     |
| Charles Germman Burton    | 4. März 1895 – 3. März 1897 | Republikaner |
| Maecenas Eason Benton     | 4. März 1897 – 3. März 1905 | Demokrat     |
| Cassius McLean Shartel    | 4. März 1905 – 3. März 1907 | Republikaner |
| Thomas Hackney            | 4. März 1907 – 3. März 1909 | Demokrat     |
| Charles Henry Morgan      | 4. März 1909 – 3. März 1911 | Republikaner |
| James Alexander Daugherty | 4. März 1911 – 3. März 1913 | Demokrat     |
| Perl D. Decker            | 4. März 1913 – 3. März 1919 | Demokrat     |
| Isaac Vanbert McPherson   | 4. März 1919 – 3. März 1923 | Republikaner |
| Joe Jonathan Manlove      | 4. März 1923 – 3. März 1933 | Republikaner |

## 16. Sitz (1903–1933)
| Name                   | Amtszeit                        | Partei       |
| ---------------------- | ------------------------------- | ------------ |
| James Robert Lamar     | 4. März 1903 – 3. März 1905     | Demokrat     |
| Arthur Phillips Murphy | 4. März 1905 – 3. März 1907     | Republikaner |
| James Robert Lamar     | 4. März 1907 – 3. März 1909     | Demokrat     |
| Arthur Phillips Murphy | 4. März 1909 – 3. März 1911     | Republikaner |
| Thomas Lewis Rubey     | 4. März 1911 – 3. März 1921     | Demokrat     |
| Samuel Azariah Shelton | 4. März 1921 – 3. März 1923     | Republikaner |
| Thomas Lewis Rubey     | 4. März 1923 – 2. November 1928 | Demokrat     |
| Rowland Louis Johnston | 4. März 1929 – 3. März 1931     | Republikaner |
| William Edward Barton  | 4. März 1931 – 3. März 1933     | Demokrat     |